# Guy VI de Limoges
Guy VI, vicomte de Limoges de 1230 à sa mort, survenue entre le 13 et le 16 août 1263, a joué un rôle politique important en Limousin au cours du second tiers du XIIIe siècle.

## Biographie
Fils de Guy V, vicomte de Limoges et de sa seconde épouse Ermengarde, il succède à son père à la tête de la vicomté de Limoges à la mort de celui-ci, le 29 mars 1230. Comme il est alors encore très jeune, c'est sa mère qui assure sa tutelle et ce n'est qu'à la fin des années 1230 que Guy prend en main le gouvernement de ses terres.
Avant 1243, il épouse en premières noces une fille de Thibaut de Blaison, sénéchal du Poitou pour le roi de France de 1227 à 1229, morte sans descendance. Il se remarie avec Marguerite, fille d'Hugues IV, duc de Bourgogne et veuve du seigneur de Mont-Saint-Jean. Cette union, qui a lieu entre la mort du précédent mari de l'épousée (1256) et la naissance du futur enfant du nouveau couple (1260), est probablement célébrée vers 1258.
En 1263, après avoir assiégé en vain le château de Bourdeilles, le vicomte meurt vers la mi-août à l’abbaye de Brantôme. La date exacte de sa mort, qui varie du 13 au 16 août selon les diverses sources historiques, ne peut être fixée avec certitude. La Majus chronicon et le nécrologe de Brantôme placent son décès au 13 août. Le livre des anniversaires de Saint-Martial de Limoges (XIIIe siècle) opte pour le 15, alors que la chronique anonyme de Saint-Martial et le nécrologe de Saint-Léonard de Noblat préfèrent le 16. Enfin, sa veuve Marguerite fonde au prieuré d'Aureil un anniversaire en faveur de son époux le 16 août, ce qui, selon l'historien Vincent Roblin, « permet sans doute de trancher cette question ».
Le vicomte est inhumé à l’abbaye Saint-Martial de Limoges, nécropole traditionnelle de sa famille.
Sa fille Marie, née en 1260 et alors âgée de 3 ans, lui succède à la tête de la vicomté sous la tutelle de sa mère, Marguerite de Bourgogne.